# Оммьодо

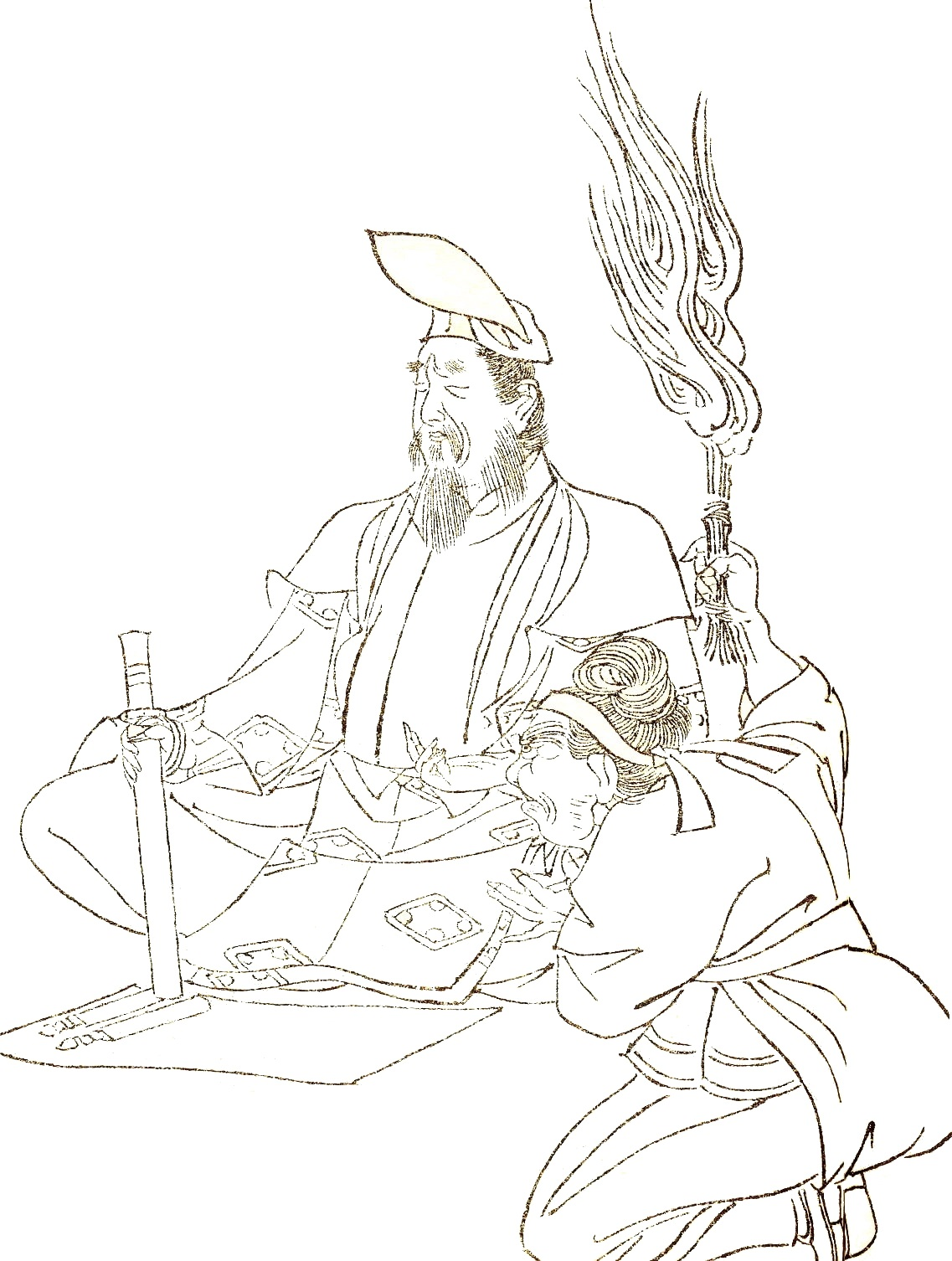
Абе-но Сеймей, відомий оммьодзі

Оммьодо (яп. 陰陽道, також Іньодо) — традиційна японська езотерична космологія, суміш природничих наук та окультизму. Базується на китайській філософії У-сін та їнь-ян, введених в Японії наприкінці 6-го сторіччя та прийнятих як практичну систему ворожби. На ці практики далі впливали даосизм, буддизм та синтоїзм, і вони еволюціонували до сучасного оммьодо приблизно наприкінці 7-го століття.
Оммьодо контролювалася імператорським урядом, а пізніше його придворними — родиною Цутімікадо до середини 19-го століття, коли стало сприйматися як забобони.
| Прапор Японії | Це незавершена стаття про Японію. Ви можете допомогти проєкту, виправивши або дописавши її. |